# Fo'xTails
Fo'xTails（フォックステイルズ）は、日本の4人組ロックバンド。2015年にLantisよりメジャーデビュー。

## 来歴
坂本尭之、テラ、峻洋がもともと組んでいたバンドの解散を経て、峻洋が新たにヴォーカルのtakaoとギターの鳴風を探し当て、本バンドを2013年11月15日に結成。鳴風は坂本が以前対バンしたこともあり尊敬していたギタリストで、takaoは峻洋が通っていた高校の年の離れた後輩だった。メンバーは聴く人に強く訴えかけるような感情的な音楽を目指しているが、音楽性やジャンルを明確には定めていない。
ライブハウスを中心にインディーズで活動したのち、2015年にシングル「GLITTER DAYS」をリリースしメジャーデビュー。テレビアニメ『黒子のバスケ』のエンディングテーマに起用された。　同シングルのカップリング曲「蛍火」はPSP・PS VITA用恋愛アドベンチャーゲーム『カレイドイヴ』エンディングテーマとしてタイアップされた。同年4月より各地を巡る「レコ発ツアー〜みなさん、コンにちはツアー〜」を行う。
2018年5月6日、同年8月1日の「Make One’s Last Day」代官山UNITでのワンマン公演をもって解散することを発表。
2020年2月10日、takaoが「佐久間貴生」名義で声優活動を開始することが発表された。2021年1月13日にはテレビアニメ『スケートリーディング☆スターズ』オープニングテーマ「Chase the core」でソロデビュー。以降は声優、俳優、歌手と多方面で活動。

## バンド名の由来
バンド名のFo'xは動物だとキャラクター的なイメージが浮かびやすく、バンド名であまり使われていない動物を考えていた時に狐が浮かび、Tailsについては、狐を調べていくうちに妖狐から連想された九尾の狐の力が貯まっていくほどに尻尾の数が増えていく事から「尻尾が増えれば増えるほどバンドも成長していける」という意味合いを込めてFo'xTailsになった。

## 音楽性
『ロッキング・オン』の高橋智樹は「ラウド・ロックのエッジ感やエレクトロコアの鮮烈さ」といったロックの要素を垣間見ることができるとし、「ポップ感とエモーショナルな訴求力」もある「ジャンルレスを掲げるロックバンド」と定めた。リアルサウンドの佐藤優香は、彼らの音楽を「ポップでメロディアスな楽曲」・「重厚な演奏」と表現し、個性的でエンターテイメント性のあるライブ・パフォーマンスについて肯定的な言及をしている。具体的には「会場を一体にするパフォーマンスをしたかと思えば、時にはクールでアグレッシブなステージングを披露し、様々な顔を見せる」と言及し、音楽的に成熟していない「『若手』のイメージを覆すほどのエンターテイメント性がある」と述べ、「“妖狐”のように魅惑的」なパフォーマンスと表現した。またメジャーデビュー作品にタイアップが付いたことについても、彼らの実力を考慮すれば当然の結果だと評価した。さらに個々のメンバーについて、ボーカルの持つ歌唱技術に快い「伸びやかな高音」・「パワフルな歌唱力」を挙げ、幅広いジャンルの楽曲に対応しているとし、他のアーティストのサポートを行っているギターとベースについては「経験豊富」と踏まえた上で、「テクニカルな」バンドサウンドを作りあげていると評した。

## メンバー
| 名前     | 読み             | 担当パート             |
| -------- | ---------------- | ---------------------- |
| takao    | タカオ           | Vocal                  |
| 鳴風     | なるかぜ         | Screaming vocal&guitar |
| テラ     | テラ             | Guitar&programming     |
| 坂本尭之 | さかもとたかゆき | Bass                   |

名前と担当パートについてはを参照した。

### 元メンバー
| 名前 | 読み     | 担当パート | 備考                       |
| ---- | -------- | ---------- | -------------------------- |
| 峻洋 | たかひろ | Drums      | 2016年5月7日のライブ後脱退 |

## ディスコグラフィー

### インディーズ

#### ミニアルバム
- 1st『VenerY』(2013年11月発売、ライブ会場限定[1])
- 2nd『UnleasH』(2014年4月発売、ライブ会場限定[1])

### メジャー

#### シングル
| 枚  | 発売日         | タイトル          | 規格品番   | 最高位    |
| --- | -------------- | ----------------- | ---------- | --------- |
| 1st | 2015年2月4日   | GLITTER DAYS      | LACM-14301 | 54位      |
| 2nd | 2015年7月22日  | Innocent Graffiti | LACM-14374 | 135位     |
| 3rd | 2015年10月28日 | MONSTERS          | LACM-14402 | 200位圏外 |
| 4th | 2016年2月3日   | Contrast          | LACM-14436 | 103位     |
| 5th | 2016年8月3日   | The LiBERTY       | LACM-14516 | 178位     |
| 6th | 2017年7月26日  | RULER GAME        | LACM-14619 | 183位     |
| 7th | 2018年5月23日  | アトリア          | LACM-14765 | 153位     |

#### アルバム
| 枚  | 発売日         | タイトル  | 規格品番                                                      | 最高位 |
| --- | -------------- | --------- | ------------------------------------------------------------- | ------ |
| 1st | 2016年12月14日 | INCEPTION | LACA-35615【初回限定盤(CD+DVD)】 LACA-15615【通常盤(CDのみ)】 | 163位  |

#### タイアップ
| 楽曲              | タイアップ                                                                   | 時期   |
| ----------------- | ---------------------------------------------------------------------------- | ------ |
| GLITTER DAYS      | テレビアニメ『黒子のバスケ』第3期エンディングテーマ                          | 2015年 |
| Innocent Graffiti | テレビアニメ『純情ロマンチカ3』オープニングテーマ                            | 2015年 |
| MONSTERS          | テレビアニメ『バトルスピリッツ烈火魂＜バーニングソウル＞』エンディングテーマ | 2015年 |
| Contrast          | テレビアニメ『Dimension W』エンディングテーマ                                | 2016年 |
| The LiBERTY       | テレビアニメ『はんだくん』オープニングテーマ                                 | 2016年 |
| RULER GAME        | テレビアニメ『時間の支配者』オープニングテーマ                               | 2017年 |
| アトリア          | テレビアニメ『食戟のソーマ 餐ノ皿』遠月列車篇エンディングテーマ              | 2018年 |

## ライブ・イベント
| 名前                                                                                       | 日付                           | 会場                                             | 出典  |
| ------------------------------------------------------------------------------------------ | ------------------------------ | ------------------------------------------------ | ----- |
| ”「GLITTER DAYS」レコ発〜みなさん、コンにちはツアー〜”                                     | 2015年4月3日                   | 千葉LOOK（千葉県）                               | [ 5 ] |
| ”「GLITTER DAYS」レコ発〜みなさん、コンにちはツアー〜”                                     | 2015年4月8日                   | HOOK SENDAI（宮城県）                            | [ 5 ] |
| ”「GLITTER DAYS」レコ発〜みなさん、コンにちはツアー〜”                                     | 2015年4月10日                  | 盛岡the five morioka（岩手県）                   | [ 5 ] |
| ”「GLITTER DAYS」レコ発〜みなさん、コンにちはツアー〜”                                     | 2015年4月14日                  | 名古屋 CLUB UPSET（愛知県）                      | [ 5 ] |
| ”「GLITTER DAYS」レコ発〜みなさん、コンにちはツアー〜”                                     | 2015年4月15日                  | 神戸VARIT.（兵庫県）                             | [ 5 ] |
| ”「GLITTER DAYS」レコ発〜みなさん、コンにちはツアー〜”                                     | 2015年4月16日                  | OSAKA MUSE（大阪府）                             | [ 5 ] |
| ”「GLITTER DAYS」レコ発〜みなさん、コンにちはツアー〜”                                     | 2015年4月17日                  | 浜松FORCE（静岡県）                              | [ 5 ] |
| ”「GLITTER DAYS」レコ発〜みなさん、コンにちはツアー〜”                                     | 2015年4月29日                  | 渋谷RUIDO K2（東京都）                           | [ 5 ] |
| ”『GRANRODEO 10th ANNIVERSARY FES ROUND GR 2015』”                                         | 2015年6月5日 (金)、6月6日 (土) | 東京体育館（東京都）                             |       |
| ” Fo’xTails presents「キツネ祭り」”                                                        | 2015年8月14日                  | 渋谷RUIDO K2（東京都）                           |       |
| ” Fo’xTails 2周年記念ツアー「Fo’xTails 2 END 3 BEGINNING tour 〜Whole body and SOUL “1”〜” | 2015年10月1日(木)              | 盛岡the five morioka（岩手県）                   |       |
| ” Fo’xTails 2周年記念ツアー「Fo’xTails 2 END 3 BEGINNING tour 〜Whole body and SOUL “1”〜” | 2015年10月2日(金)              | 仙台・HOOK SENDAI（宮城県）                      |       |
| ” Fo’xTails 2周年記念ツアー「Fo’xTails 2 END 3 BEGINNING tour 〜Whole body and SOUL “1”〜” | 2015年10月4日(日)              | 新潟・新潟GOLDEN PIGS RED STAGE（新潟県）        |       |
| ” Fo’xTails 2周年記念ツアー「Fo’xTails 2 END 3 BEGINNING tour 〜Whole body and SOUL “1”〜” | 2015年10月5日(月)              | 金沢・vanvanV4（石川県）                         |       |
| ” Fo’xTails 2周年記念ツアー「Fo’xTails 2 END 3 BEGINNING tour 〜Whole body and SOUL “1”〜” | 2015年10月8日(木)              | 埼玉・HEAVEN’S ROCK さいたま新都心VJ-3（埼玉県） |       |
| ” Fo’xTails 2周年記念ツアー「Fo’xTails 2 END 3 BEGINNING tour 〜Whole body and SOUL “1”〜” | 2015年10月9日(金)              | 水戸・club SONIC mito（茨城県）                  |       |
| ” Fo’xTails 2周年記念ツアー「Fo’xTails 2 END 3 BEGINNING tour 〜Whole body and SOUL “1”〜” | 2015年10月19日(月)             | 名古屋・今池CLUB 3STAR（愛知県）                 |       |
| ” Fo’xTails 2周年記念ツアー「Fo’xTails 2 END 3 BEGINNING tour 〜Whole body and SOUL “1”〜” | and more                       |                                                  |       |
| ” Fo’xTails 2周年記念ワンマンライブ「Fo’xTails 2nd ONE-MAN LIVE 〜2 END 3 BEGINNING〜」”   | 2015年11月15日(日)             | 新宿MARZ（東京都）                               |       |